# Київський завод шампанських вин
ТОВ «Хенкелль Фрешенет Україна» (до 3 червня 2021 року ТОВ "Київський Завод Шампанських Вин "Столичний")— український підрозділ австрійської компанії Henkell Freixenet Austria GmbH, що займається реалізацією алкогольних та безалкогольних напоїв в Україні. В минулому українське підприємство харчової промисловості в місті Київ, що здійснювало виробництво ігристих вин за безперервним методом та методом Шарма.

## Історія
Підприємство було засноване у 1954 на території та в будівлях колишньої броварні Ріхерта.
Пивоварний завод Вільгельма Ріхерта з 1894 року належав його синові, купцеві другої гільдії Якову Ріхерту. У 1929—1954 роках тут діяв консервний завод імені Мікояна. З 1954 будівля 2-ї половини ХІХ ст. (третій поверх надбудовано в 1950-х роках) була головним виробничим корпусом заводу шампанських вин «Столичний».
У 1953 вчені-шампаністи винайшли новий метод шампанізації вина в безперервному потоці, який уперше в світі почали застосовувати саме на Київському заводі шампанських вин.

Логотип ПрАТ «Київський завод шампанських вин «Столичний».

У 1959 розпочато будівництво спеціального виносховища.
У 1964 підприємство перейшло на метод безперервної шампанізації, виробнича потужність заводу зросла на 40% і вже у 1971—1972 КЗШВ виготовляв 7,6 млн. пляшок шампанського на рік.
У 1972 розпочато масштабну реконструкцію заводу. При підприємстві створено науково-дослідний інститут.
З 1980 завод щороку збільшував свою додаткову виробничу потужність, площу цехів та складів.
У середині 1999 потенційна потужність заводу становила 25 млн пляшок на рік.
17 жовтня 2007 Київський завод шампанських вин «Столичний» увійшов до групи європейських виробників алкогольних напоїв — «Henkell&Co. Gruppe».
Згідно наказу Фонду державного майна України від 04.01.2022 №1 "Про затвердження переліків об'єктів малої приватизації, що підлягають приватизації в 2022 році", на приватизацію виставлено єдиний майновий комплекс структурного підрозділу Філії «Київський завод шампанських вин» державного підприємства «Управління справами Фонду державного майна України» (код ЄДРПОУ 44300251), за адресою: м. Київ, вул. Сирецька, 27. Йдеться саме про виробничі, складські та торгові приміщення за цією адресою, що були у державній власності та використовувалися групою "Henkell&Co. Gruppe" на правах оренди.
Станом на 2024 рік фірма є підрозділом з дистрибуції алкогольних та безалкогольних напоїв фірми Henkell Freixenet Austria GmbH, що володіє часткою активів підприємства у розмірі 100%. З українських брендів ігристого вина зосталися "Наш Київ" біле солодке та  "Наш Київ" біле напівсолодке, що виробляються з вина угорського походження.

## Зображення

Головний виробничий корпус (Сирецька вул., 27)
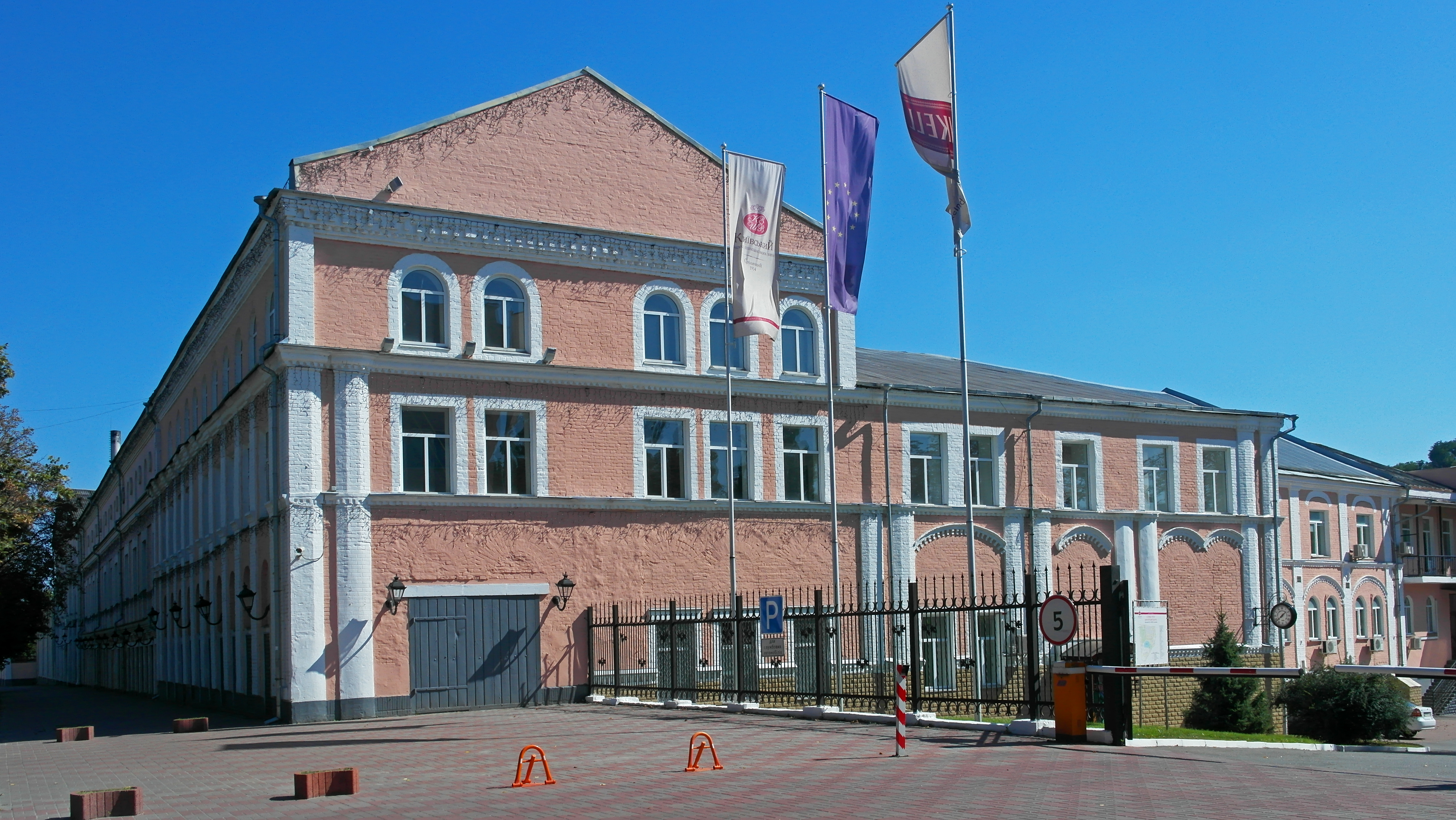
В'їзд на територію підприємства
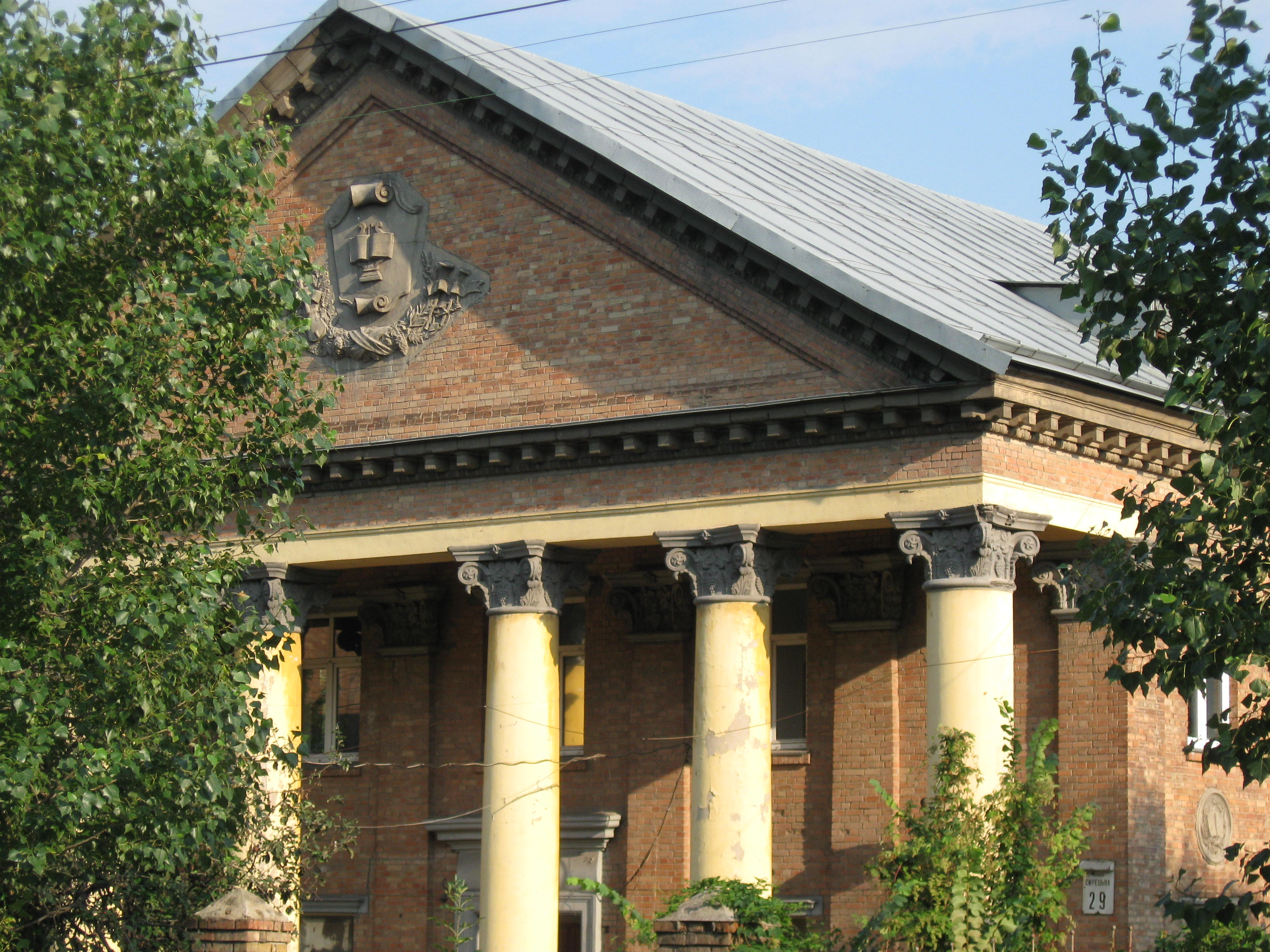
Колишній клуб заводу шампанських вин, 50-ті рр. ХХ ст. (Сирецька вул., 29; стан до ревіталізації 2020-2023 років)
Прапори Європейського Союзу, вивішені на фасаді головного корпусу КЗШВ «Столичний» на початку подій Євромайдану (29 листопада 2013)